# Distrikt Tayabamba
Der Distrikt Tayabamba liegt in der Provinz Pataz in der Region La Libertad in West-Peru. Der Distrikt hat eine Fläche von 339 km². Beim Zensus 2017 wurden 12.490 Einwohner gezählt. Im Jahr 1993 lag die Einwohnerzahl bei 11.971, im Jahr 2007 bei 13.785. Verwaltungssitz des Distriktes ist die 3203 m hoch gelegene Provinzhauptstadt Tayabamba mit 4003 Einwohnern (Stand 2017). 

## Geographische Lage
Der Distrikt Tayabamba liegt an der Westflanke der peruanischen Zentralkordillere im zentralen Süden der Provinz Pataz. Der Distrikt hat eine Längsausdehnung in NW-SO-Richtung von etwa 40 km. Der Río Cajas, ein rechter Nebenfluss des Río Marañón, durchfließt den Distrikt in nordwestlicher Richtung und wendet sich an der nördlichen Distriktgrenze nach Westen. Die östliche Distriktgrenze verläuft entlang der Wasserscheide zum weiter östlich gelegenen Einzugsgebiet des Río Huallaga.
Der Distrikt Tayabamba grenzt im Süden an den Distrikt Huancaspata, im Westen an die Distrikte Urpay und Taurija, im Norden an die Distrikte Buldibuyo und Huaylillas, im Osten an den Distrikt Ongón sowie im äußersten Südosten an den Distrikt Shunte (Provinz Tocache, Region San Martín).